# Nagasawa Yuya
Nagasawa Yuya (sinh ngày 1 tháng 7 năm 1996) là một cầu thủ bóng đá người Nhật Bản.

## Sự nghiệp câu lạc bộ
Nagasawa Yuya hiện đang chơi cho Azul Claro Numazu.